# Old Newton with Dagworth
Old Newton with Dagworth – civil parish w Anglii, w Suffolk, w dystrykcie Mid Suffolk. W 2011 civil parish liczyła 1211 mieszkańców.